# 阿尔维德·安德松-霍尔特曼
阿尔维德·安德松-霍尔特曼（瑞典語：Arvid Andersson-Holtman，1896年12月20日—1992年1月28日），生于埃克尔，瑞典前男子体操运动员。他曾获得1920年夏季奥运会体操比赛男子团体瑞典式金牌。